# Kevin Nisbet
Kevin Michael Nisbet (født 8. marts 1997) er en skotsk professionel fodboldspiller, som spiller for EFL Championship-klubben Aberdeen og Skotlands landshold.

## Klubkarriere

### Partick Thistle og lejeaftaler
Nisbet begyndte sin karriere hos Partick Thistle, hvor han gjorde sin førsteholdsdebut i 2014.
Nisbet var i sin tid hos Partick Thistle udlejet til flere klubber i de lavere skotske rækker.

### Raith og Dunfermline
Nisbet skiftede i juli 2018 til Raith Rovers i Scottish League One. Han havde en meget imponerende debutsæson, hvor han scorede 35 mål i alle turneringer.
Nisbet skiftede herefter til Dunfermline Athletic i juni 2019. Nisbet fortsatte sin imponerende målscoring efter skiftet, og begyndte at trække opmærksomhed fra mange klubber.

### Hibernian
Nisbet skiftede i juli 2020 til Hibernian. Han sluttede sin debutsæson med holdet i 2020-21 som holdets topscorer.

### Millwall
Nisbet skiftede i juni 2023 til Millwall.

## Landsholdskarriere
Nisbet debuterede for Skotlands landshold den 31. marts 2021. Han var del af Skotlands trup EM 2020.